# Men Without Women
Men Without Women (Brasil: Homens sem Mulheres / Portugal: Submarino S. 13) é um filme norte-americano de 1930, do gênero drama de ação, dirigido por John Ford e estrelado por Kenneth MacKenna e Frank Albertson.

## A produção
O filme mistura sequências sonoras com outras silenciosas. Começa como uma comédia de ação, porém depois torna-se um estudo sobre coragem e covardia.
Esta foi a primeira vez que se reuniram Ford, o roteirista Dudley Nichols e o diretor de fotografia Joseph H. August. Eles voltariam a se encontrar em muitos dos melhores filmes do diretor.
John Wayne, ainda sem ser creditado, faz parte da tripulação, no papel do operador de rádio.

## Sinopse
O submarino U. S. Navy S-13 fica danificado após colidir com um navio, durante uma tormenta. Ele começa a soçobrar, com 14 homens a bordo. Um deles é o lançador de torpedos Burke, que o comandante pensa ser um oficial inglês, inimigo de seu melhor amigo, e que se julgava estivesse morto.

## Premiações
- Escolhido como um dos Dez Melhores Filmes do Ano pelo National Board of Review

## Elenco
| Ator/Atriz           | Personagem                  |
| -------------------- | --------------------------- |
| Kenneth MacKenna     | Torpedeiro Burke            |
| Frank Albertson      | Guarda-marinha Albert Price |
| J. Farrell MacDonald | Costello                    |
| Warren Hymer         | Kaufman                     |
| Paul Page            | Handsome                    |
| Walter McGrail       | Joe Cobb                    |
| Charles K. Gerrard   | Comandante Weymouth         |
| Ben Hendricks Jr.    | Murphy                      |